# Dassault Falcon 900
De Dassault Falcon 900 is een driemotorige transcontinentale privéjet van de Franse vliegtuigbouwer Dassault Falcon Jet.

## Geschiedenis
De Falcon 900 werd ontwikkeld vanuit de Dassault Falcon 50. De ontwikkeling ervan werd publiek gemaakt op 27 mei 1983 op de luchtshow van Parijs. Op 21 september 1984 maakte het prototype, de Spirit of Lafayette, een eerste vlucht. Het tweede prototype maakte op 30 augustus 1985 een vlucht van Parijs naar Little Rock in de Verenigde Staten en toonde aldus de transcontinentale capaciteiten van het nieuwe vliegtuig aan. Op 14 maart 1986 werd de Falcon 900 gecertifieerd door de Franse autoriteiten, op 21 maart gevolgd door de Amerikaanse. Nog in december van datzelfde jaar werd het eerste toestel aan een klant geleverd.
Vanaf 1991 werd de verbeterde Falcon 900B geproduceerd. Oudere 900's konden geüpgraded worden naar deze nieuwe standaard. In oktober 1994 begon de ontwikkeling van de 900EX met een groter bereik, zuiniger motoren en een EFIS-cockpit. De EX vloog voor het eerst op 1 juni 1995 en de eerste levering vond plaats in mei 1996.
In 1998 werd de 900C onthuld, de verdere verbetering van de B. De C verving die laatste vanaf begin 2000. In 2003 werd de 900EX voorzien van Dassaults nieuwe EASy-avionicasysteem.

## Varianten
- 900: originele vliegtuig met Honeywell-motoren (TFE731-5).
- 900MSA: twee Falcon 900's voor de Japanse kustwacht uitgerust met radar, communicatiemiddelen, observatievensters, een controleruimte en een luik.
- 900B: Vernieuwde cockpit avionics (Honeywell SPZ800), verbeterde versie met onder meer verbeterde motoren (TFE731-5B) waardoor verbeterde performance en een iets groter vliegbereik.
- 900EX: Vernieuwde cockpit avionics (Honeywell Primus 2000), vergrote brandstoftank, en verbeterde motoren (TFE731-60) waardoor een groter vliegbereik.
- 900C: Een 900EX-versie met de cockpit avionics van de 900EX en aangepaste vliegtuigsystemen maar een kleinere brandstoftank waardoor het vliegbereik minder is dan van een 900B.
- 900EX EASy: Een 900EX-airframe met vernieuwde cockpit avionics (Honeywell EASy) en gemoderniseerde vliegtuigsystemen.
- 900DX: Een 900EX EASy-vliegtuig maar met een vliegbereik van een 900B.
- 900LX: Een 900DX EASy-vliegtuig met winglets wat het vliegbereik vergroot.

## Trivia
Max Verstappen is in het bezit van een Falcon 900EX met de registratie PH-DTF, die op naam staat van het Luxemburgse bedrijf Mavic Aviation, de bedrijfsnaam van Verstappen.